# 伽罗瓦扩张
伽罗瓦扩张是抽象代数中伽罗瓦理论的核心概念之一。伽罗瓦扩张是域扩张的一类。如果某个域扩张L/K既是可分扩张也是正规扩张，则称其为伽罗瓦扩张。另一个等价的定义是：伽罗瓦扩张是使得其上的环自同构群的固定域为其基域的域扩张。伽罗瓦扩张上的自同构群称为伽罗瓦群，而且伽罗瓦扩张的中间域与其伽罗瓦群的子群之间的关系满足伽罗瓦理论基本定理。

## 等价定义
给定有限的域扩张L/K。L/K是伽罗瓦扩张，当且仅当它满足以下四个相互等价的条件中的任何一个:147：
- L/K是可分的正规扩张。
- L是某个以K中元素为系数的多项式在K的分裂域，而且该多项式在此分裂域中没有重根。
- [L : K] = |Aut(L/K)|。域扩张L/K的次数，等于其上的自同构群Aut(L/K)的阶数（群元素的个数）。
- Aut(L/K)的不变域，即{\displaystyle L^{\mathrm {Aut} (L/K)}:=\{x\in L|\forall \sigma \in \mathrm {Aut} (L/K),\sigma (x)=x\}}，是K。

## 例子
给定域扩张{\displaystyle \mathbb {Q} \subset \mathbb {Q} (\theta ,\omega )}，其中的θ = 3√2是2的三次方根，ω = e2iπ⁄3是三次单位根。{\displaystyle L=\mathbb {Q} (\theta ,\omega )}是多项式P = X3 - 2在有理数域上的分裂域，而且它在其中没有重根，所以{\displaystyle L/\mathbb {Q} }是伽罗瓦扩张:52-53。它的扩张次数是6，而它的自同构群元素有六个，同构于3次对称群。有关其具体结构，可参见伽罗瓦理论基本定理。

## 性质
如果域扩张基域的特征为0，那么所有代数扩张都是可分扩张，这时所有的正规扩张都是伽罗瓦扩张。
如果域扩张L/K是伽罗瓦扩张，则中间扩张K⊂F⊂L中，L/F也是伽罗瓦扩张:149。
域K的代数闭包Kalg是K的伽罗瓦扩张，当且仅当K是完美域。